# Saint-Laurent-du-Verdon
Saint-Laurent-du-Verdon ist eine in französische Gemeinde mit 89 Einwohnern (Stand 1. Januar 2022) im Département Alpes-de-Haute-Provence in der Region Provence-Alpes-Côte d’Azur. Sie gehört zum Arrondissement Forcalquier und zum Kanton Valensole. Die Bewohner nennen sich Saint-Laurennais.

## Geographie
Sie grenzt im Norden an Montagnac-Montpezat, im Osten an Artignosc-sur-Verdon, im Süden an Régusse, im Westen an Quinson und im Nordwesten an Esparron-de-Verdon. Der Dorfkern liegt auf 468 m. Rund 300 Hektar der Gemeindegemarkung sind bewaldet.

## Bevölkerungsentwicklung
| Jahr      | 1962 | 1968 | 1975 | 1982 | 1990 | 1999 | 2006 | 2012 |
| --------- | ---- | ---- | ---- | ---- | ---- | ---- | ---- | ---- |
| Einwohner | 46   | 52   | 53   | 59   | 71   | 74   | 92   | 89   |